# 詹世亮
詹世亮，中华人民共和国政治人物、外交官。
1984年，接替周觉担任中华人民共和国驻土耳其大使。1987年，由刘华接任，其改任中华人民共和国驻埃及大使。